# Stinsen Arena
Stinsen Arena är en inomhushall för bandy i Nässjö, Jönköpings län. Bygget började den 27 april 2011 och invigdes 6 oktober 2012. 
Den första bandymatchen i Stinsen Arena spelades 11 oktober 2012 då Nässjö IF mötte Vetlanda BK. Matchen slutade 2-7.
Sista matchen på den gamla hemmaplanen Skogsvallen var en match mellan Nässjö IF P16/18 och smålandslaget för pojkar födda 1997. Matchen slutade 5-2 och sista målet utomhus gjorde av norrmannen Arne Rasmus Apall Dybvik. 
Under säsongen 2012/13 blev arenan en stor hemmaborg för det talangfulla P-18-laget som tog sig hela vägen SM-semifinal där man förlorade mot Edsbyn. Under hemmasemifinalen kom det 315 personer och såg laget vinna med 5-3.